# Anopheles vanus
Anopheles vanus är en tvåvingeart som beskrevs av Walker 1859. Anopheles vanus ingår i släktet Anopheles och familjen stickmyggor. Inga underarter finns listade i Catalogue of Life.